# Phoradendron tikalense
Phoradendron tikalense är en sandelträdsväxtart som beskrevs av J. Kuijt. Phoradendron tikalense ingår i släktet Phoradendron och familjen sandelträdsväxter. Inga underarter finns listade i Catalogue of Life.